# 元園町
元園町為臺灣日治時期臺北市之行政區，位於西門町及新起町之西邊，該町因為重視茉莉花農園而得名，後該園區改植麻筍。另外，該町的約略位置就在今萬華區成都路，康定路，環河南路一帶。設町前區內已有「後菜園街」等地名。戰後劃入龍山區，現屬臺北市萬華區菜園里。